# Hermandad de los Afligidos (Cádiz)
La Hermandad de los Afligidos es una cofradía católica de Cádiz, Andalucía, España. Procesiona en Semana Santa el Jueves Santo. Tiene su sede en la Parroquia de San Lorenzo.
Su nombre completo es Venerable, Real y Devota Cofradía de Penitencia de Nuestro Padre Jesús de los Afligidos y María Santísima de los Desconsuelos.
El acompañamiento musical del único paso de esta cofradía corre a cargo de la Banda de Música "Maestro Enrique Montero" de Chiclana de la Frontera (Cádiz) cada Jueves Santo.

## Historia
Aunque sus primeras reglas fueron aprobadas en 1726, los orígenes de la hermandad se sitúan en 1719. Francisco de Mendoza encargó al pintor José Severino un lienzo que representase la cuarta estación del Vía Crucis: el encuentro de Cristo y María en la Calle de la Amargura. La pintura fue colocada en el muro exterior del Convento de los Descalzos, situado en la actual plaza de la Libertad.
Los primeros estatutos fueron validados por el obispo de Cádiz Lorenzo Armengual de la Mota en 1726, impulsor también de la Iglesia de San Lorenzo que la acogería. El obispo concedió a la naciente hermandad un lugar para instalar su retablo y su cripta ya que veía en ella la posibilidad de emular en el popular Barrio de La Viña la devoción del Barrio de Santa María por su Nazareno.
En 1759, la hermandad recibió una bula de Clemente XIII en la que se le conceden privilegios e indulgencias, lo que ayuda a revitalizar a la cofradía tras el decaimiento causado por la muerte de Francisco de Mendoza. En 1761 se realizarían nuevas constituciones que desembocan en la incorporación de la faceta procesional a la cofradía. La primera procesión se efectuaría el Jueves Santo, 31 de marzo de 1737.
En 1842 se incorpora al cortejo un paso con la imagen de la Verónica. Posteriormente se incorporaría la imagen al conjunto del paso de misterio. En 1862, la reina Isabel II visitó la capilla de la hermandad en el templo de San Lorenzo, otorgando a la cofradía el título de Real.
El cierre por obras de la Parroquia de San Lorenzo en 1987 provocó que hasta 1993 la hermandad residiese en la Iglesia de San Juan de Dios.
En 2007, el lienzo original fue restaurado y colocado bajo el coro de la sede de la hermandad, la Parroquia de San Lorenzo.

## Titulares

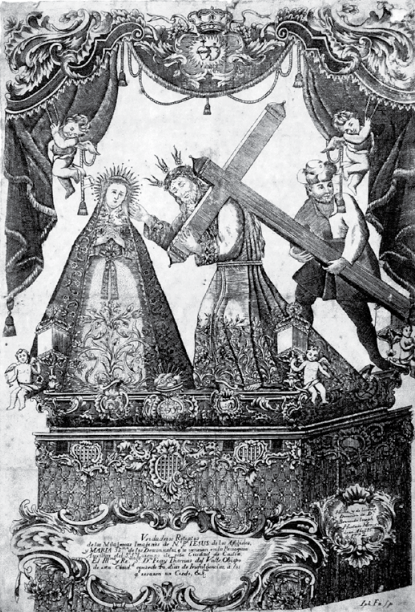
Paso de la cofradía en un grabado de 1772

La hermandad representa en su único paso el encuentro de Jesús y su madre en la Calle de la Amargura. Reciben las advocaciones de Nuestro Padre Jesús de los Afligidos y María Santísima de los Desconsuelos.
Se trata de un pasaje de la Pasión que no es recogido por los evangelios canónicos. Hay que remitirse a apócrifos como el Acta de Pilatos que lo recoge así:

Juan iba siguiendo el triste cortejo, pero luego se fue corriendo a toda prisa a dar cuenta a la Virgen de lo que pasaba, pues se encontraba ignorante de ello. Al oír la Virgen el relato, quedó transida de dolor y se fue enseguida, acompañada por Juan y por Marta, María Magdalena y Salomé, a la calle de la Amargura. Al ver la comitiva, preguntó a Juan cuál era su hijo. El se lo señaló, diciéndole que era el que llevaba la corona de espinas las manos atadas. La Virgen que lo divisó, a Jesús, cayó desmayada hacia atrás y estuvo bastante tiempo en el suelo. Cuando se reanimó, comenzó a prorrumpir una serie de estremecedoras exclamaciones y a golpear su pecho. Los judíos al ver este espectáculo, quisieron alejarla; pero María permaneció firme junto a su Hijo.

Las imágenes fueron contratadas con Peter Reling en 1726 por Francisco de Mendoza, creador y mecenas de la cofradía. El precio de las mismas fue de 186 pesos.

## Patrimonio
Los titulares son acompañados en el paso de misterio por las tallas de San Juan Evangelista, Simón de Cirene, María Magdalena y la Verónica.
La imagen de la Mujer Verónica ocupaba el ático del retablo de los titulares. Procesionaba en paso propio desde 1842 hasta la década de los 40 del siglo XX. Fue restaurada y reencarnada por José Miguel Sánchez Peña.
Las imágenes que figuran en el paso de misterio poseen un rico conjunto de ropajes bordados con piezas de los siglos XVIII, XIX y XX.
El paso procesional es de estilo barroco. Se estrenó en 1939 y cuenta con diseño de Antonio Castillo Lastrucci, talla de José García Roldán y dorado de Antonio González. El canasto es de líneas rectas y se alumbra con candelabros de Nicolás Prados López. En 2011 fue restaurado por Ars Nova. Está catalogado como Bien de Interés Cultural.
Cuenta con un mosaico de los titulares situado en la fachada de la Parroquia de San Lorenzo. Fue pintado por Juan Ruiz de Luna en 1927.